# Oxytrypia
Oxytrypia is een geslacht van vlinders van de familie Uilen (Noctuidae), uit de onderfamilie Noctuinae.

## Soorten
- O. danilevskyi Miljanovskyi, 1973
- O. noctivolans Pinker, 1980
- O. orbiculosa Esper, 1786
- O. stephania Sutton, 1964